# Satellite Award
Die Satellite Awards sind Auszeichnungen für besondere Leistungen in etwa 49 verschiedenen Film- und Medienkategorien. Sie werden seit 1997 jährlich von der International Press Academy (IPA) in Los Angeles verliehen. Die IPA wurde 1996 als Ableger der Hollywood Foreign Press Association (HFPA) von Mirjana van Blaricom gegründet. Ein Jahr später wurden die Satellite Awards als Gegenveranstaltung zu den Golden Globes ins Leben gerufen.

## Geschichte
Bis 2003 besaßen die Preise in Anlehnung an Golden Globe Award (etwa Goldener Globus Auszeichnung) den Namen Golden Satellite Awards (etwa Goldene Satelliten Auszeichnungen). Seit Ende 2003 trägt die Auszeichnung nur noch den Namen Satellite Awards.
Die Verleihung des Preises fand bis Anfang 2005 im Januar oder Februar statt. Von 2005 bis 2012 wurden die Verleihungen dieses Preises im Dezember des Jahres veranstaltet. Somit fanden im Jahr 2005 zwei Verleihungen der Satellite Awards statt: Im Januar die 9. Satellite Awards für das vergangene Filmjahr 2004 und im Dezember die 10. Satellite Awards für das Filmjahr 2005. Seit 2013 findet die Verleihung wieder im Februar, zeitlich näher an die Oscarverleihung, statt.
Neben den Bereichen Film und Fernsehen werden auch Auszeichnungen für moderne Medien in verschiedenen Ausprägungen von Blu-Ray, DVD und Computerspiel vergeben.
Seit der Verleihung der Satellite Awards 2006 werden im Bereich Film die Kategorien Bester Nebendarsteller, bzw. Beste Nebendarstellerin und seit der Verleihung der Satellite Awards 2011 die Kategorien Bester Film, Bester Hauptdarsteller, sowie Beste Hauptdarstellerin nicht mehr nach Drama und Komödie/Musical getrennt, sondern als einheitliche Kategorien geführt.

## Kategorien

### Film
| Auszeichnung                                           | Englische Bezeichnung                                        |
| ------------------------------------------------------ | ------------------------------------------------------------ |
| Bester Film                                            | Satellite Award for Best Film                                |
| Bester Hauptdarsteller                                 | Satellite Award for Best Actor                               |
| Beste Hauptdarstellerin                                | Satellite Award for Best Actress                             |
| Beste Regie                                            | Satellite Award for Best Director                            |
| Bester Nebendarsteller                                 | Satellite Award for Best Supporting Actor                    |
| Beste Nebendarstellerin                                | Satellite Award for Best Supporting Actress                  |
| Bester Dokumentarfilm                                  | Satellite Award for Best Documentary Film                    |
| Bester fremdsprachiger Film                            | Satellite Award for Best Foreign Language Film               |
| Bester Film (Animationsfilm oder Real-/Animationsfilm) | Satellite Award for Best Animated or Mixed Media Feature     |
| Bestes adaptiertes Drehbuch                            | Satellite Award for Best Adapted Screenplay                  |
| Bestes Originaldrehbuch                                | Satellite Award for Best Original Screenplay                 |
| Beste Filmmusik                                        | Satellite Award for Best Original Score                      |
| Bester Filmsong                                        | Satellite Award for Best Original Song                       |
| Beste Kamera                                           | Satellite Award for Best Cinematography                      |
| Beste Visuelle Effekte                                 | Satellite Award for Best Visual Effects                      |
| Bester Filmschnitt                                     | Satellite Award for Best Editing                             |
| Bester Tonschnitt                                      | Satellite Award for Best Sound                               |
| Bestes Szenenbild                                      | Satellite Award for Best Art Direction and Production Design |
| Bestes Kostümdesign                                    | Satellite Award for Best Costume Design                      |
| Bestes Ensemble                                        | Satellite Award for Best Cast – Motion Picture               |

### Fernsehen
| Auszeichnung                                                 | Englische Bezeichnung                                                               |
| ------------------------------------------------------------ | ----------------------------------------------------------------------------------- |
| Beste Fernsehserie – Drama                                   | Satellite Award for Best Television Series – Drama                                  |
| Beste Fernsehserie – Komödie/Musical                         | Satellite Award for Best Television Series – Musical or Comedy                      |
| Beste Fernsehserie – Genre                                   | Satellite Award for Best Television Series – Genre                                  |
| Beste Miniserie/Fernsehfilm                                  | Satellite Award for Best Miniseries or Television Film                              |
| Bester Darsteller in einer Serie – Drama                     | Satellite Award for Best Actor – Television Series Drama                            |
| Beste Darstellerin in einer Serie – Drama                    | Satellite Award for Best Actress – Television Series Drama                          |
| Bester Darsteller in einer Serie – Komödie/Musical           | Satellite Award for Best Actor – Television Series Musical or Comedy                |
| Beste Darstellerin in einer Serie – Komödie/Musical          | Satellite Award for Best Actress – Television Series Musical or Comedy              |
| Bester Darsteller in einer Miniserie oder einem Fernsehfilm  | Satellite Award for Best Actor – Miniseries or Television Film                      |
| Beste Darstellerin in einer Miniserie oder einem Fernsehfilm | Satellite Award for Best Actress – Miniseries or Television Film                    |
| Bester Nebendarsteller                                       | Satellite Award for Best Supporting Actor – Series, Miniseries or Television Film   |
| Beste Nebendarstellerin                                      | Satellite Award for Best Supporting Actress – Series, Miniseries or Television Film |
| Bestes Ensemble                                              | Satellite Award for Best Cast – Television Series                                   |

### Neue Medien
| Auszeichnung                  | Englische Bezeichnung                                          |
| ----------------------------- | -------------------------------------------------------------- |
| Beste Blu-ray – Allgemein     | Satellite Award for Outstanding Overall Blu-Ray/DVD            |
| Beste Blu-ray – Jugendfrei    | Satellite Award for Outstanding Youth Blu-Ray/DVD              |
| Bestes mobiles Spiel          | Satellite Award for Outstanding Mobile Game                    |
| Bestes Rollenspiel            | Satellite Award for Outstanding Role Playing Game              |
| Bestes Action/Adventure-Spiel | Satellite Award for Outstanding Platform Action/Adventure Game |
| Bestes Sport-/Rennspiel       | Satellite Award for Outstanding Platform Sports/Racing Game    |

### Ehrenpreise
| Auszeichnung        | Englische Bezeichnung |
| ------------------- | --------------------- |
| Mary Pickford Award | Mary Pickford Award   |
| Nikola Tesla Award  | Nikola Tesla Award    |
| Auteur Award        | Auteur Award          |
| Humanitarian Award  | Humanitarian Award    |